# Leofoo-Village-Themenpark
Der Leofoo-Village-Themenpark 

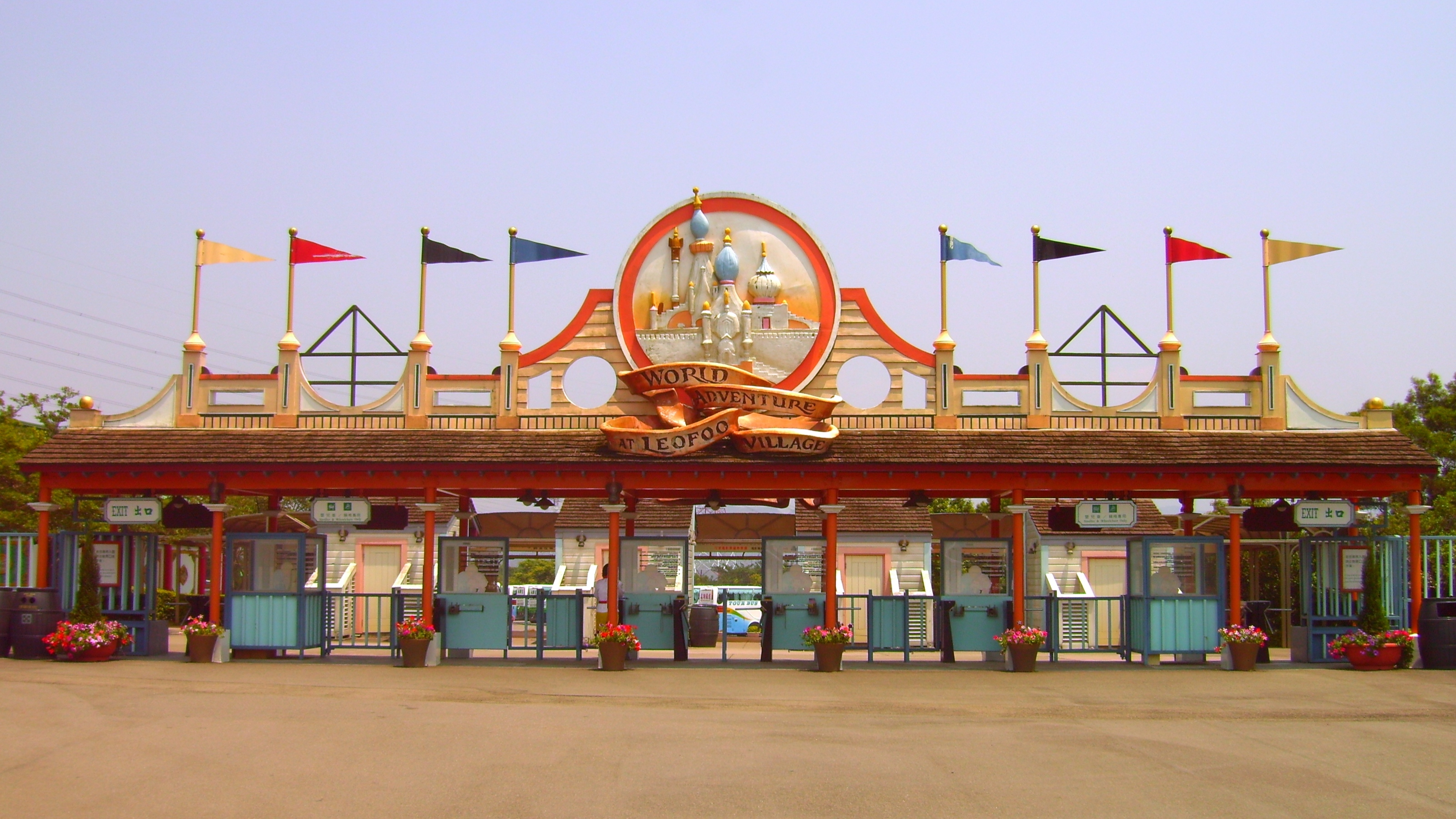
Der Haupteingang

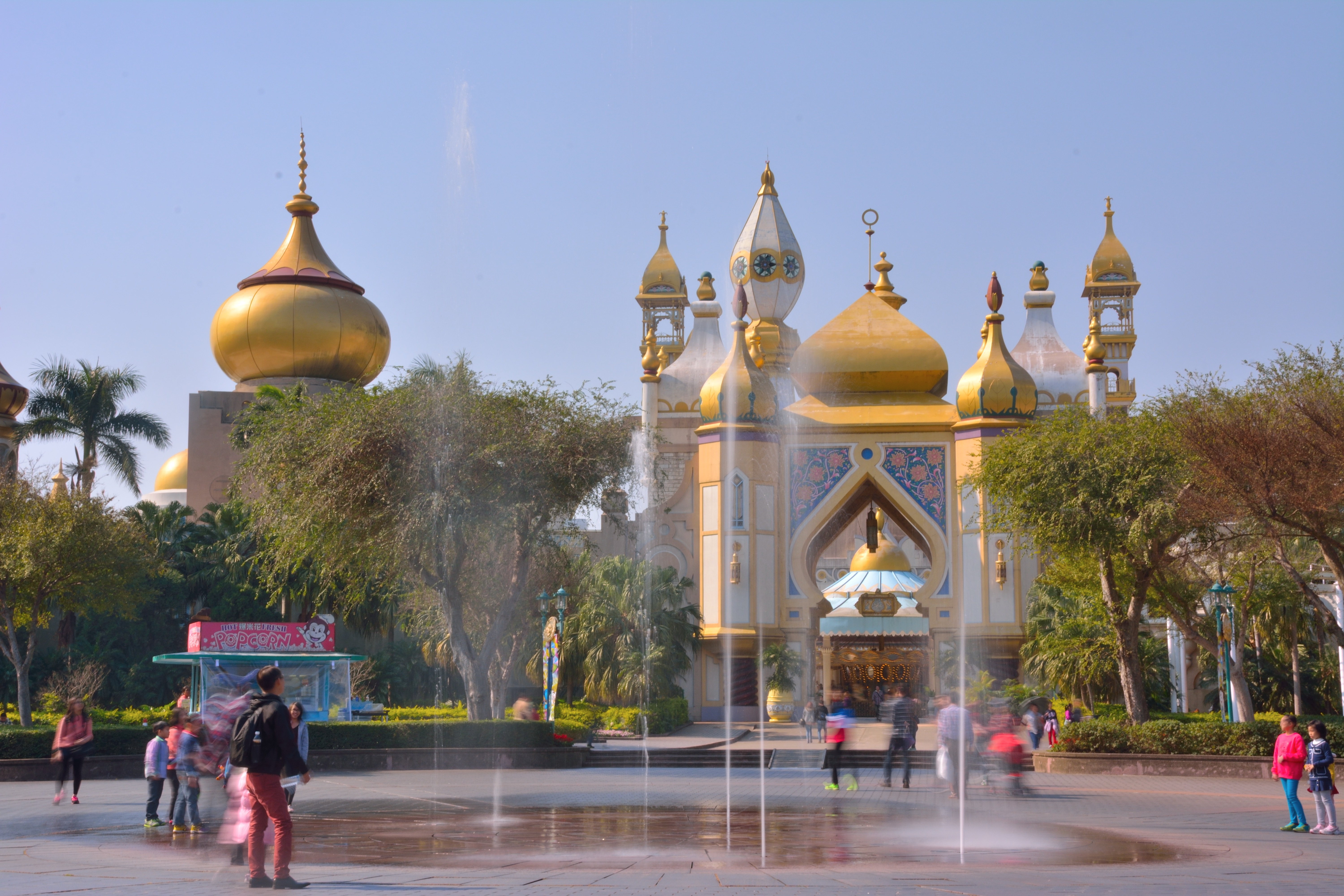
Der „Arabische Palast“

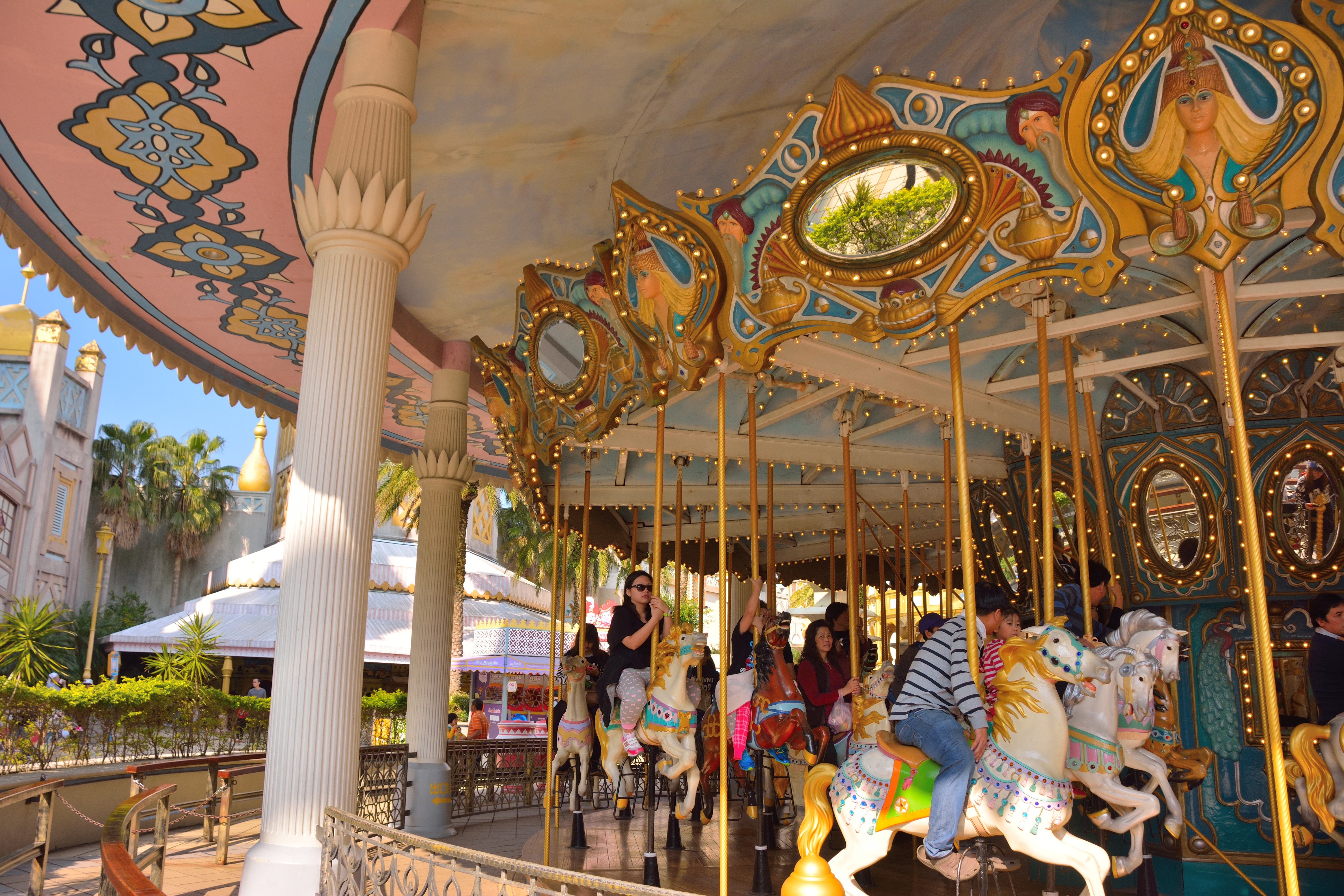
Karussell beim „Arabischen Palast“

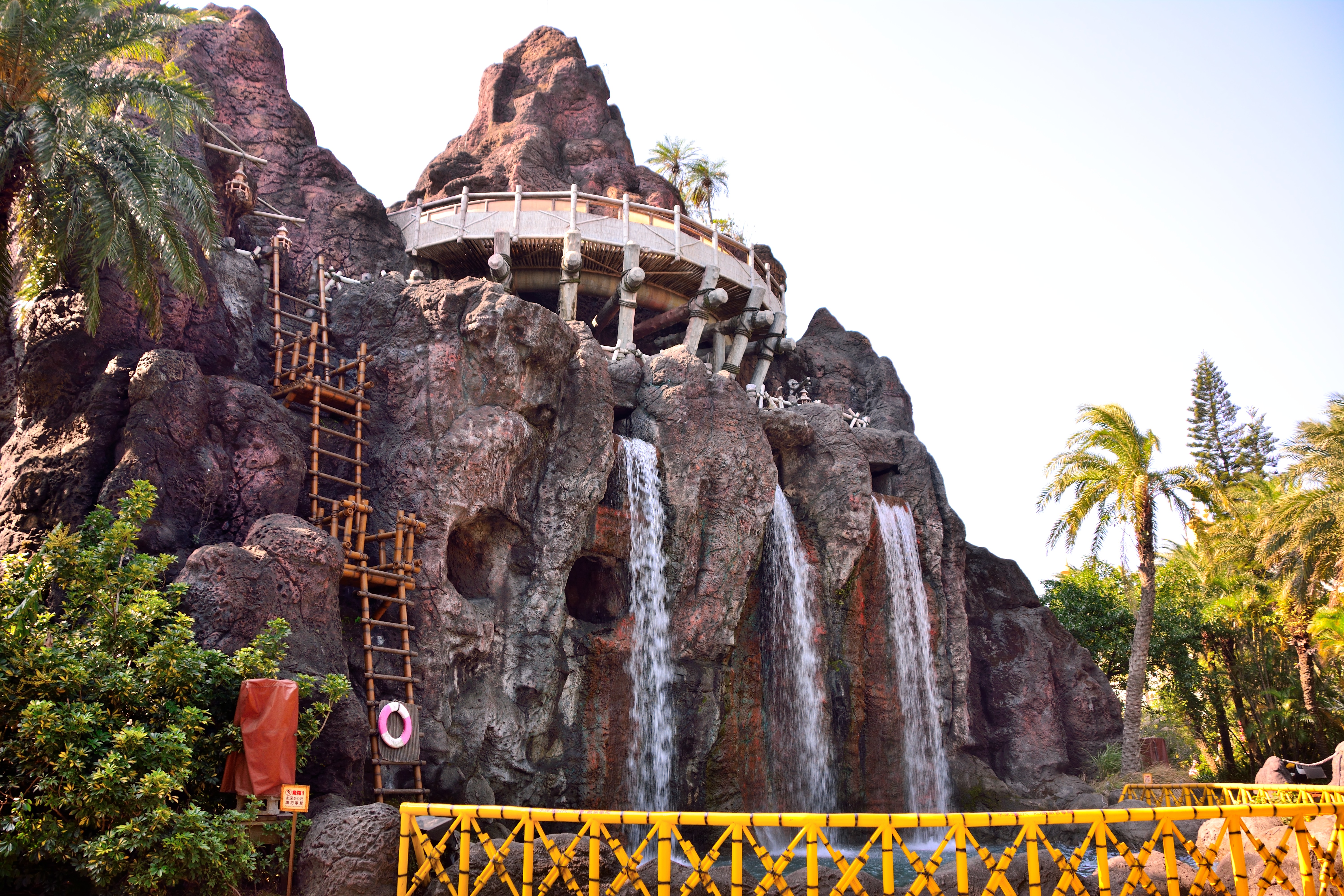
In der Sektion „Südpazifik“

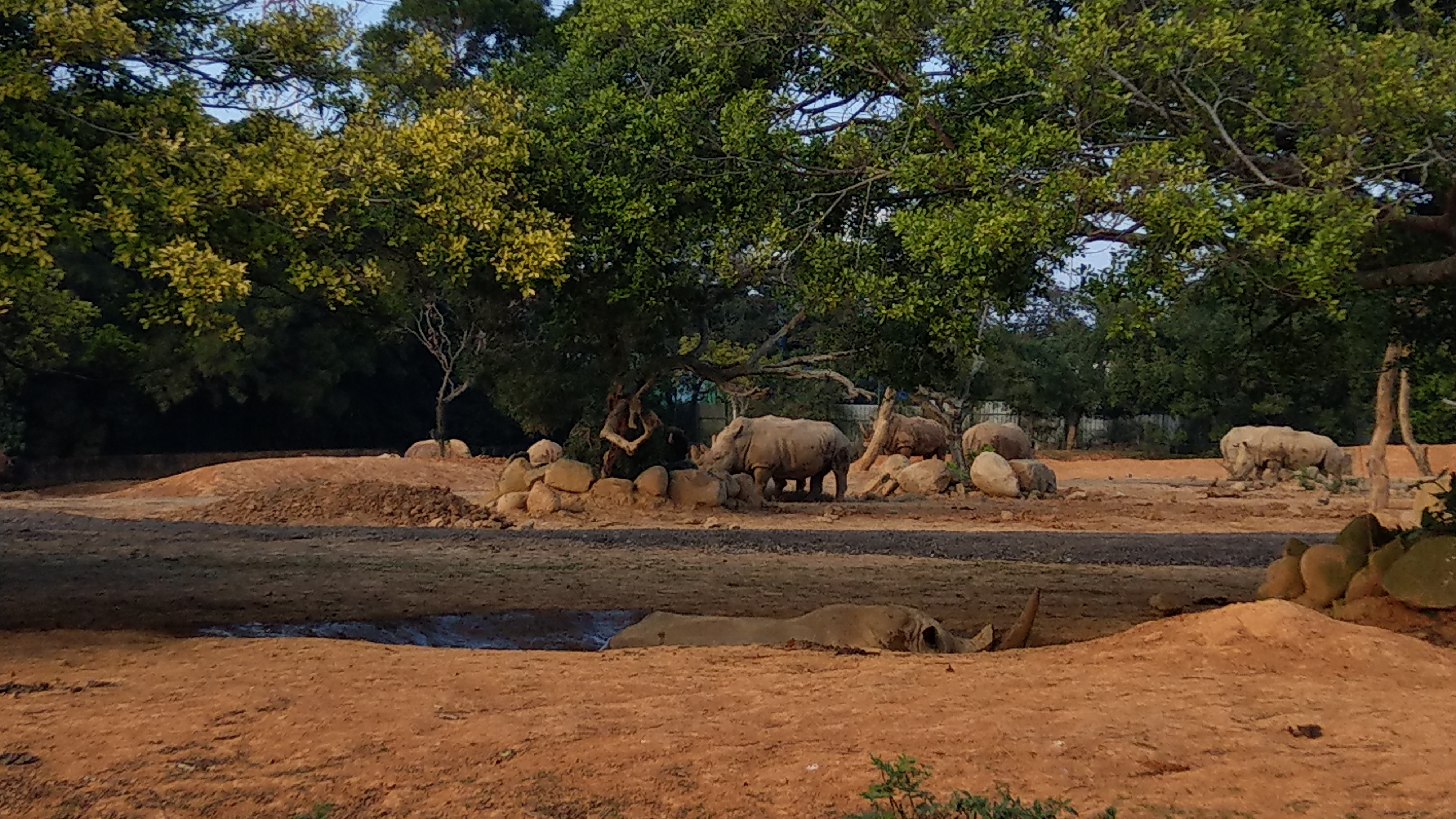
Nashörner in der Sektion „Afrikanisches Dorf“

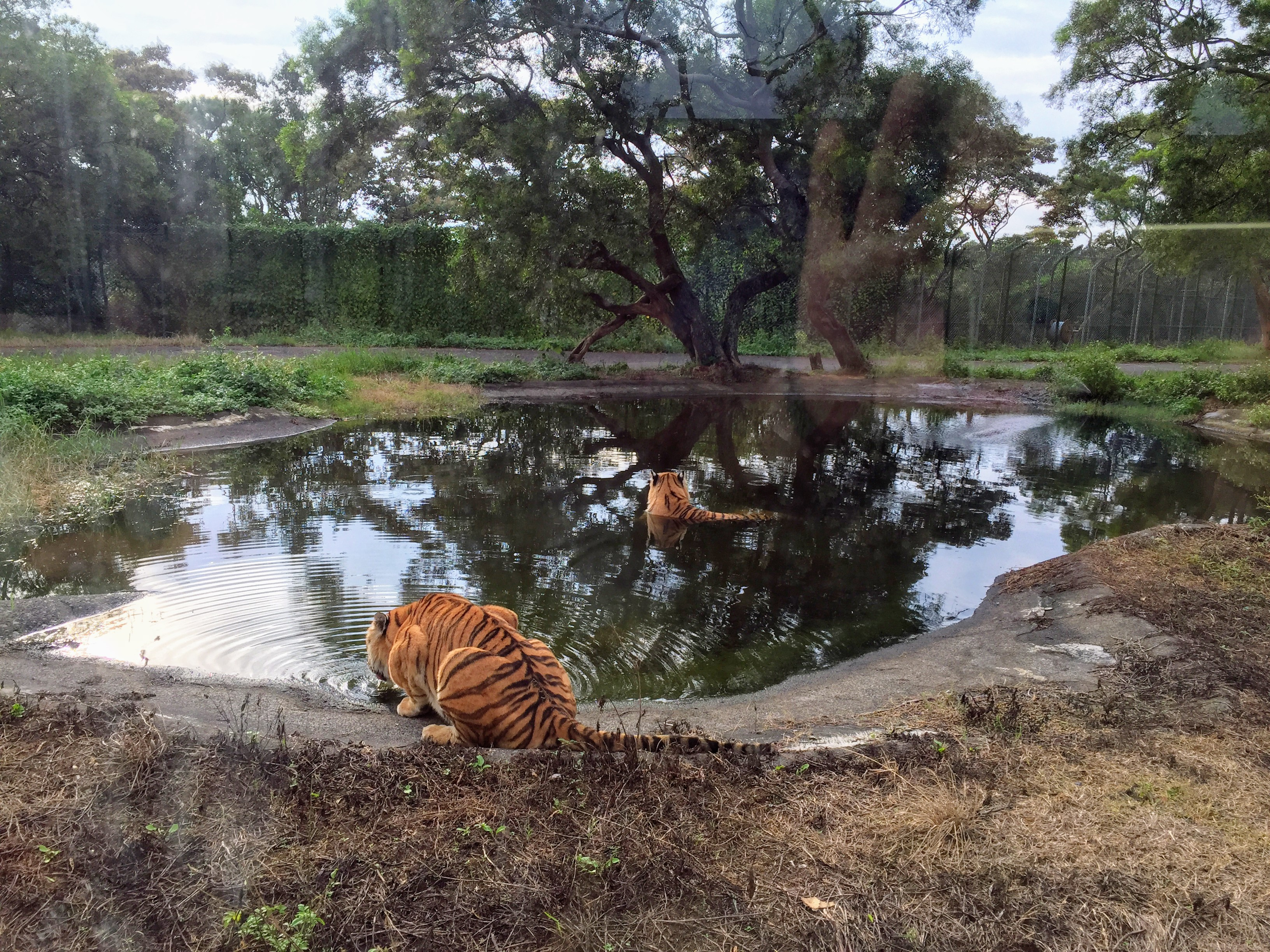
Tiger in der Sektion „Afrikanisches Dorf“

(chinesisch 六福村主題遊樂園 Liùfú cūn Zhǔtí Lèyuán) ist ein Freizeit- und Themenpark in Guanxi, Landkreis Hsinchu, Taiwan. Er ging aus dem 1979 gegründeten Leofoo-Safari-Park hervor, der über die Jahre sukzessive um verschiedene Themenbereiche und Fahrgeschäfte erweitert wurde. Der Park ist einer der größten und bekanntesten Freizeitparks Taiwans.

## Beschreibung
Der Leofoo-Village-Themenpark ist in die sechs Bereiche „Zentraler Platz – Magischer Springbrunnen“, „Wildwest“, „Südpazifik“, „Arabischer Palast“, „Afrikanisches Dorf“ und „Leofoo-Wasserpark“ gegliedert.

### Zentraler Platz – Magischer Springbrunnen
Der Zentrale Platz bildet den Mittelpunkt des Geländes, die anderen Themenbereiche liegen darum herum. Die Hauptattraktion des Platzes ist ein großer, offener Springbrunnen, zwischen dessen Fontänen die Besucher sich bewegen und mit dem Wasser spielen können. Zu jeder vollen Stunde gibt es eine Wasser- und Lichtshow, bei der Musik, Lichteffekte und Fontänen miteinander kombiniert werden.

### Wildwest
Die Bauten in diesem Themenbereich orientieren sich am Ort Tombstone im amerikanischen Bundesstaat Arizona, um eine Wildwest-Atmosphäre zu erzeugen. Zu den Attraktionen gehören eine U-förmige Achterbahn namens Screaming Condor, der Old Oil Well, ein einem Ölbohrturm nachempfundenes Gerüst mit Riesenschaukel, der Big Canyon River, ein künstlicher Rafting-Fluss, an dessen Ufer die Besucher mit Wasserkanonen schießen können, sowie ein Vogelhaus.

### Südpazifik
Dieser Bereich soll mit Palmen, Strohhütten, Skulpturen und einem Vulkan an die Südsee erinnern. Attraktionen sind der Freifallturm Pagoda’s Revenge, die Wildwasserbahn Mighty Mountain Flume Adventure, auf der die Besucher in Einbäumen einen künstlichen Vulkankrater hinabfahren, das Schaukelschiff Captain Cook’s Swinging Ship und Bird Flight, ein Fahrgeschäft, dass sich wie im Flug selbst steuern lasst.

### Arabischer Palast
Der Arabische Palast mit seinen Kuppeln und Minaretten soll ein orientalisches Ambiente erwecken. Unter dem Motto Ali Baba und die vierzig Räuber können die Besucher auf „fliegenden“ Karussellpferden durch die Räume des Palastes fahren und schweben. Weitere Attraktionen sind ein sich mit hoher Geschwindigkeit um sich selbst drehendes Fahrgeschäft namens Feuerring und ein Kino für 3-D-Filme mit zusätzlichen Effekten.

### Afrikanisches Dorf
Das Afrikanische Dorf, der älteste Teil des Parks, ist ein Safari-Zoo, in dem Besucher sich teils zu Fuß, teils in Bussen und einer Seilbahn fortbewegen. Zu sehen ist eine Vielzahl von Tieren, darunter Affen (Orang-Utans, Paviane, Formosa-Makaken), Löwen, Tiger, Elefanten, Nashörner, Giraffen, Zebras, Flamingos und Erdmännchen. Eine weitere Attraktion ist der Sahara Twister, eine Achterbahn.

### Leofoo-Wasserpark
Im Wasserpark können die Besucher im Wellenbad Blauer Himmel und blaues Meer baden, wo es auch Wasserrutschen gibt, oder sich in dem mit zahlreichen Wasserspielen ausgestatteten Wasserlabyrinth bewegen. Zu den Attraktionen gehört das Luftschiff Poseidon, eine 15 m hohe Rutsche, auf der die Besucher in kleinen Schlauchbooten mit hoher Geschwindigkeit auf und ab gleiten.

## Verkehr und Öffnungszeiten
Mit dem Auto kann der Leofoo-Village-Themenpark über die Autobahnen Nationalstraße 1, Abfahrt Yangmei, und Nationalstraße 3, Abfahrt Guanxi, erreicht werden. Zudem existiert eine direkte Busverbindung (e-go Tailian 5350) zwischen dem Park und dem Flughafen Taipeh-Songshan. Eine weitere Anreisemöglichkeit bietet der Hochgeschwindigkeitszug THSR, von dessen Bahnhöfen in Hsinchu (Zhubei) und Taoyuan Busse zum Leofoo-Park fahren (an Wochenenden und Feiertagen verkehren zudem Shuttlebusse). Auch mit der Taiwanischen Eisenbahn TR kann der Park über den Bahnhof Zhongli erreicht werden.
Die Öffnungszeiten des Leofoo-Parks liegen grundsätzlich zwischen 9:00 und 17:00 Uhr, wobei die Zeiten zwischen den verschiedenen Themenbereichen und je nach Saison variieren können. Auch haben manche Attraktionen individuelle Öffnungszeiten.

## Weblink
- Website des Leofoo-Village-Themenparks